# لويس كرايغ همفري
لويس كرايغ همفري (بالإنجليزية: Lewis Craig Humphrey)‏ هو محرر وصحفي أمريكي، ولد في 1875 في لويفيل في الولايات المتحدة، وتوفي في 1927 في مقاطعة جيفيرسون في الولايات المتحدة.